# Русская угроза
Русска́я угро́за (англ. Russian threat) — идеологема, представленная в политическом дискурсе европейских государств.
Истоки формирования исследователи возводят к периоду двух последних десятилетий XV века и связывают с Ливонским орденом, использовавшим идею «русской угрозы» как инструмент своей политики.
В советский период истории России произошла трансформация идеологемы в «советскую угрозу» (англ. soviet threat).
После распада СССР идеологема снова трансформировалась в «русскую угрозу» с некоторым изменением семантических компонентов.

## История
После присоединения к Великому княжеству Московскому при политике собирания русских земель в 1478 году Великого Новгорода русско-ливонские отношения были дестабилизированы. Это привело к превращению Ливонским орденом идеи «русской угрозы» в инструмент своей политики. Кандидат исторических наук Мария Бессуднова пишет, что ссылки на «русскую угрозу» часто встречаются в ливонских документах двух последних десятилетий XV в, и что ливонское руководство внесло «немалый вклад» в становление этого концепта в 1490-е годы.
Во французском общественном сознании концепция «русской угрозы» зародилась в XVIII веке. В основе «русской угрозы» на рубеже XVIII—XIX веков лежали как устоявшиеся в литературе и философии представления о России, так и обширная памфлетная публицистика. При этом, представления о русской армии как потенциально могущественном противнике возникли во французском общественном сознании в самом начале XVIII века, после ярких и неожиданных побед Петра I над шведскими войсками, перевернувших традиционную для Франции схему внешнеполитических союзов.
Миф о русской угрозе в странах Северной Европы появился во второй четверти XIX века и оказался чрезвычайно устойчивым. Доктор исторических наук, ведущий научный сотрудник Санкт-Петербургского института истории РАН Вадим Мусаев отмечает, что своим распространением он в значительной степени обязан британским политикам, пытавшимся таким способом предотвратить распространение влияния России как своего основного геополитического соперника в этом регионе.
С окончанием Второй мировой войны в контексте жёсткого военного противостояния СССР и стран НАТО в англоязычном политическом дискурсе обрела особый статус идеологема «Soviet threat / советская угроза», ставшая базовым элементом, определяющим построение западной идеологической системы на протяжении нескольких десятилетий.

## Лингвистический анализ
Современные лингвистические исследования отмечают, что на смену мощной идеологеме «советская угроза» (англ. «Soviet threat») постепенно приходит новая идеологема «русская угроза» (англ. «Russian threat»). Она несколько менее политизированная и не так явно актуализирует ведущий смысловой компонент прошлой идеологемы — «нападение, активные боевые действия». При этом идеологема «русская угроза» сохранила основную — милитарную — семантику предыдущей единицы, однако стала включать дополнительные семантические компоненты, прежде отсутствовавшие: угроза со стороны организованной преступности и коррумпированных чиновников.
Антитезой идеологеме «русская угроза» является утверждение о том, что «русская угроза — это миф» (англ. Russian threat is a myth).